# Olivia Loe
Pour les articles homonymes, voir Loe.
Olivia Loe, née le 15 janvier 1992 est une rameuse néo-zélandaise.

## Biographie
Loe est née en 1992 en Nouvelle-Zélande. Son père est Richard Loe, un joueur important  de la rugby union avec 49 sélections pour les All Blacks. La sœur ainée d'Olivia : Jessica (née en 1989) a aussi représentée la Nouvelle-Zélande en aviron au niveau international ,. Après Jessica qui débuta l'aviron en 2004 Olivia la suivie en 2006,. Le club d' aviron des deux sœurs  a été le "Avon Rowing Club" dans la cité de Christchurch où toutes les deux ont suivi les cours du collège St Margaret (en) En dehors de l'aviron, Olivia Loe joue aussi au rugby .

## Palmarès

### Championnats du monde
- 2019 à Ottensheim, (Autriche)
  -  Médaille d'or en deux de couple avec Brooke Donoghue
- 2018 à Plovdiv, (Bulgarie)
  -  Médaille d'argent en deux de couple avec Brooke Donoghue
- 2017 à Sarasota, (Floride)
  -  Médaille d'or en deux de couple avec Brooke Donoghue[7],[8]